# Конопацький Василь Іванович
Василь Іванович Конопа́цький (14 січня 1918, Ржищів, Київський повіт, Київська губернія, УНР — 11 листопада 2007, Полтава, Україна) — український театральний актор, режисер. Народний артист Української РСР (1976).

## Біографія
Народився 14 січня 1918 року в містечку Ржищеві (тепер місто Київської області, Україна). Брав участь у німецько-радянській війні. Нагороджений орденом Вітчизняної війни ІІ ступеня (6 квітня 1985). У 1949 році закінчив Київський інститут театрального мистецтва, де навчався у Івана Чабаненка.
Упродовж 1949–1954 років працював у Вінницькому українському музично-драматичному театрі імені Миколи Садовського; у 1954–1962 роках — актор і режисер Львівського музично-драматичного театру у Дрогобичі. Член КПРС з 1957 року. З 1962 року — актор Полтавського українського музично-драматичного театру імені Миколи Гоголя. Помер у Полтаві 11 листопада 2007 року.

## Творчість
Зіграв ролі
- Виборний («Наталка Полтавка» Івана Котляревського);
- Назар Дума («Весілля в Малинівці» Леоніда Юхвіда);
- Трохим Рокита, Сотник («Титарівна», «Вій» Марка Кропивницького);
- Лопух («Циганка Аза» Михайла Старицького);
- Цезар Гааль («Вільний вітер» Ісака Дунаєвського);
- Лук'янов («Солов'їна ніч» Валентина Єжова);
- Іван Піддубний («Під чорною маскою» Людмили Лядової, Яна Лельганта);
- Котовський («На світанку» за Юрієм Смоличем);
- Тарас Бульба («Тарас Бульба» за Миколою Гоголем);
- Президент («Підступність і кохання» Фрідріха Шиллера)
- Зиков («Зикови» Максима Горького).

Поставив вистави
- «Запорожець за Дунаєм» Семена Гулака-Артемовського (1964; партія Карася);
- «Іванко-златокудрий» Бели Юнгера (1966);
- «Дядьки» Василя Котляра (1998).